# Colostygia hilariata
Colostygia hilariata is een vlinder uit de familie spanners (Geometridae). De wetenschappelijke naam is voor het eerst geldig gepubliceerd in 1954 door Pinker.
De soort komt voor in Europa.